# Thérèse Hoven
Thérèse Elisabeth Hoven (Den Haag, 2 april 1860 – aldaar, 11 december 1941) was een Nederlandse schrijfster. Hoven schreef ook onder het pseudoniem Adinda.
Hoven heeft ruim honderd boeken geschreven van allerlei verschillende genres: romans, novellen en kinderverhalen. Daarnaast schreef ze toneelstukken, publicaties in tijdschriften als De Huisvriend, Elsevier's Geïllustreerd Maandschrift, en De Echo, vertaalde ze boeken en was ze hoofdredactrice van het tijdschrift De Hollandsche Lelie. Ze behaalde aktes Engels en Frans en gaf in Engeland ook les op scholen.
Na haar verblijf in Engeland vertrok Hoven met haar echtgenoot Samuel Kalff, met wie ze drie jaar getrouwd was, naar Indië waar ze onder een pseudoniem schreef in de Java-bode en de Sumatra-post.
Terug in Nederland bleef ze zich ontwikkelen in haar schrijverschap. Hoven was erg maatschappelijk betrokken. Dit was terug te zien in de onderwerpen die ze koos voor haar artikelen en boeken. Ze kwam op voor de zelfstandigheid van vrouwen en vond het belangrijk dat vrouwen een beroep leerden waarmee ze in hun levensonderhoud konden voorzien. Hoven was ook actief binnen de vrouwenvereniging Arbeid Adelt; ze was van 1905 tot 1935 bestuurslid van de afdeling Den Haag. Hoven sprak als afgevaardigde van deze Haagse afdeling ook regelmatig op vergaderingen van de Nationale Vrouwenraad.

## Bibliografie (selectie)

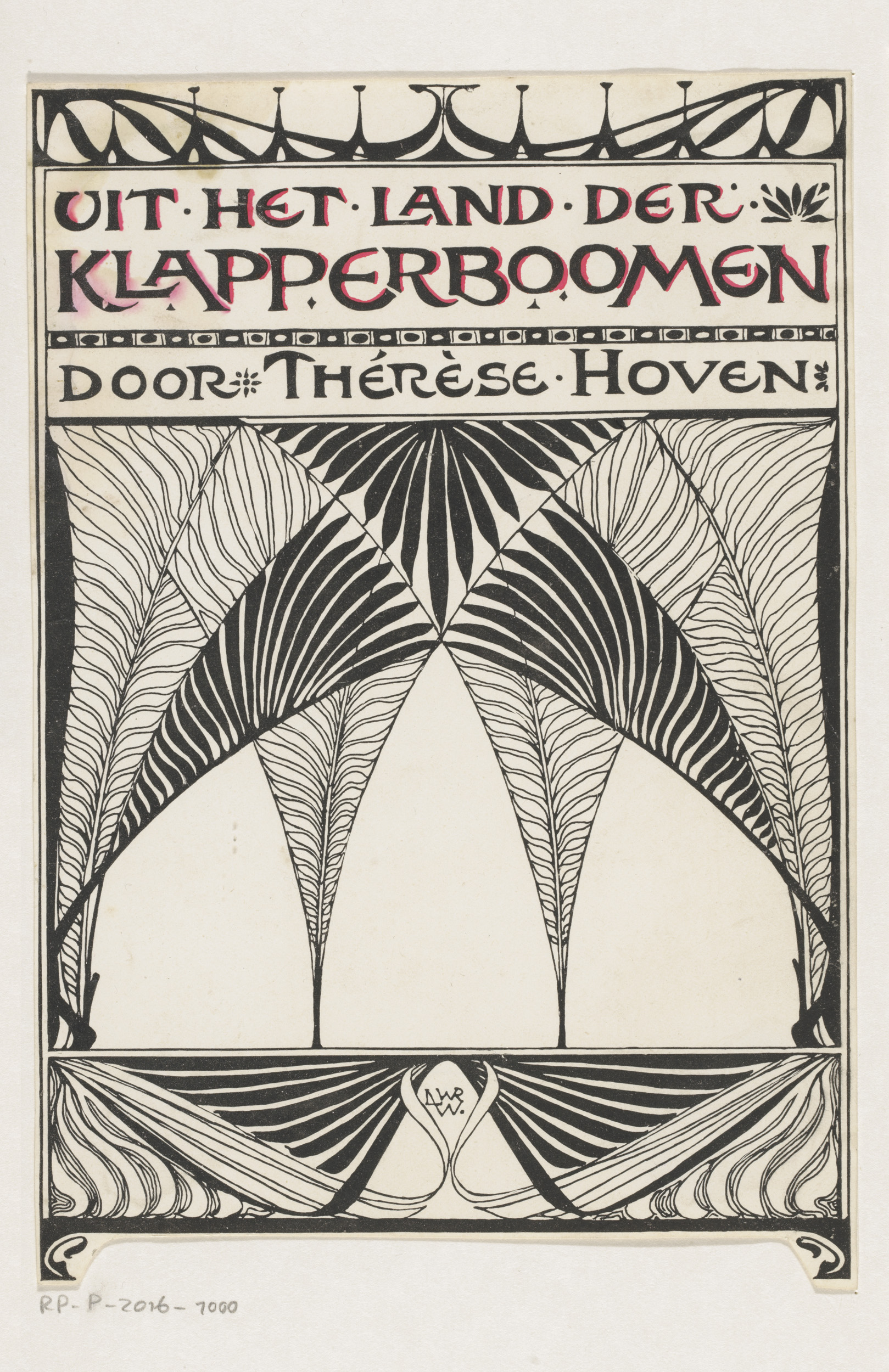
Bandontwerp voor Thérèse Hoven, Uit het land der klapperboomen, 1897